# Museu Faller de València
L'actual Museu Faller de València està instal·lat des de 1971 a l'antic Convent de la Casa Missió de Sant Vicenç de Paül, que va ser acabat en 1831, raó per la qual conserva part d'una estructura de corredors i antigues cel·les. Amb posterioritat va tenir múltiples usos, com a presó, caserna o magatzem. El Museu Faller va ser rehabilitat i reestructurat a principis dels anys noranta del segle xx, sent reinaugurat el 1995. En 2016 el Museu Faller va ser homologat com Museu oficial de la Generalitat Valenciana, sent novament reestructurat en els seus plantejaments museològics i museogràfics. Una de les novetats d'aquesta reestructuració va ser la posada en marxa de la sala d'exposicions temporals Josep Alarte, dedicada a exposicions antològiques de l'obra d'artistes fallers.

## Història
Les Falles són una festa popular que ja se celebrava a mitjans del segle xviii, quan comissions informals de veïns s'erigien als carrers de València cadafals efímers en els quals es representava una escena satírica amb ninots o figures, tot realitzat amb fusta, teles, cartró. Uns versos adherits a la falla explicaven el seu argument. La falla es cremava amb gran alegria col·lectiva i acompanyament pirotècnic la vigília del dia de Sant Josep, donant la benvinguda a la primavera.
Des de començaments del segle XX les falles es van fer més complexes, monumentals i artístiques, tant en la seva composició tècnica com en l'execució dels ninots. Paral·lelament la festa de les Falles va multiplicar les seves celebracions i rituals, mentre les comissions es feien més nombroses, estables i dinàmiques. Aviat les Falles es van convertir en expressió de la identitat valenciana i en un important atractiu turístic, i van passar a cremar la nit del dia de Sant Josep.
Les falles infantils es remunten, com a mínim, a finals del XIX, i estaven fetes pels nens de cada barri o carrer. Amb el temps van passar a estar confeccionades per artistes fallers professionals, el que va fer que adquirissin una major qualitat artística i tècnica, per la qual cosa des de 1963 van començar a indultar ninots infantils.
La progressiva qualitat artística de les falles, l'aparició de premis a les millors i l'emergència de l'artista faller com a professional especialitzat en la confecció de falles, va fer que en els anys 20 del segle XX aparegués el costum popular d'indultar ninots del foc. En 1934 es va oficialitzar la proposta de L'indult del foc, presentada per l'artista faller Regino Mas, consistent en una Exposició del Ninot, a la qual les comissions falleres portarien els seus millors ninots, entre els quals els visitants triarien per votació popular el ninot indultat d'aquest any. Aquest és l'origen del Museu Faller actual, que comença a configurar-se com una mena de museu folklòric en els anys trenta, però que només es consolida com a tal al començament dels anys setanta del segle passat.

## Els artistes fallers
Al principi les falles estaven construïdes pels veïns, amb ajuda ocasional de professionals com fusters, pintors o decoradors. Però amb la consolidació de la falla artística aparèixer els artistes fallers, uns artesans especialitzats en el disseny i construcció de falles, amb els seus propis tallers, tècniques i estils, que aviat van començar a rivalitzar per obtenir els millors premis o els ninots indultats. També es van agrupar professionalment, primer a l'Associació d'Artistes Fallers i posteriorment en el Gremi Artesà d'Artistes Fallers.

## Materials dels ninots indultats

### La cera
Els cossos dels ninots de les falles primitives tenien una ànima de fusta o filferro recoberta d'estopa i revestida de teles o roba vella. Els peus i mans es feien amb mitjons vells i guants farcits d'espart. Per a les caps es va utilitzar la tècnica de la cera: a partir d'una escultura en fang es treia un motlle en escaiola tallat en peces, les quals s'omplien amb cera fosa reforçada amb capes de gasa. Obtinguda el cap se li introduïa alabastre líquid per crear una pel·lícula en el seu contorn i conferir força. Finalment es pintava la cera a l'oli.

### El cartó
Amb la consolidació de la falla artística i monumental en els anys trenta del segle xx, comença a implantar-se la confecció estandarditzada de ninots en cartó, consistent a afegir el cap i braços en cartó a un maniquí al qual després es vestia. Però va ser l'artista Joan Horta qui en 1953 va introduir el modelatge íntegre en cartó dels ninots i, després, de la falla sencera, una tècnica que molt ràpidament es va imposar en la construcció de falles.
La tècnica del cartó partix del modelatge en fang de la figura, d'on s'obté un negatiu en algeps que es parteix en dues parts que es folren amb fulles de cartó amarat amb engrut. A continuació s'extrauen les dues meitats del cartó ja sec i s'acoblen. Llavors la figura es rebaixa i remodela amb diverses capes de pasta o cua (donar de panet), es vidre
 i finalment es pinta al plàstic o l'oli.

### El polièster
Va començar a utilitzar-se en els anys setanta del segle xx. Segueix les mateixes fases que la confecció en cartó, però utilitzant una o dues capes de polièster dins dels motlles d'escaiola i reforçant-lo amb fibra de vidre a manera de tela. El polièster s'asseca molt ràpidament i, una vegada juntes les peces, es repassen amb polièster i fibra de vidre. Finalment es poleixen i es pinten.

### El suro blanc
Facilita, des de la seva introducció en els anys vuitanta del segle xx, la producció en directe dels ninots. Es tracta d'un conglomerat de làmines de divers gruix que permet obtenir diverses textures i que esculpeix amb un arc elèctric. Amb tot, les peces poden necessitar ser reencartonades i revestides de panet, abans de ser polides i pintades, o bé ser pintades a pistola i acabades amb pautes aplicades al cartó. La moderna introducció del disseny i impressió digitals ha facilitat l'expansió i estandardització de les figures i falles fetes en suro blanc.

## Col·leccions del museu
El museu faller està compost per la col·lecció de ninots indultats (des de 1934) i infantils (des de 1963), així com pels cartells anunciadors guanyadors i finalistes de Falles (des de 1929), els quadres que retraten les Falleres Majors de València (des 1995) i la col·lecció d'insígnies històriques de les comissions falleres de València

### La col·lecció de ninots indultats
- Anys 30-40

Els ninots dels anys trenta del segle XX es caracteritzen per reproduir escenes típiques de personatges tradicionals, que busquen recrear el folklore valencià. En els anys quaranta es van sumar representacions d'artesans, tipus populars del carrer i algunes referències a actors del cinema. Alhora es van prodigar els retrats fidedignes i virtuosos, l'objectiu era la identificació empàtica amb el públic.
- Anys 50

A partir de 1955 es va prohibir que es poguessin indultar retrats, per potenciar una línia més còmica i caricaturesca en els ninots indultats. A més, es va desenvolupar el sentit narratiu de les escenes, amb una major comunicació entre els ninots. Van predominar les figures de temàtica social realista en una època de provacions, mentre que les representacions femenines es van tornar més erotitzades. També van entrar en joc personatges provinents d'un món fantàstic, propis d'un imaginari col·lectiu modern.
- Anys 60 - 70

En els anys seixanta van predominar tant un cert naturalisme de temàtica amable i entendridora com les escenes humorístiques de figures caricaturitzades, apareixent temes cada vegada més actuals i lligats als canvis (migracions, industrialització, consumisme) que experimentava una societat que es modernitzava amb rapidesa. Durant els anys setanta va regnar la caricatura amb escenes d'humor fàcil i, en la seva major part, sense massa discurs polític, fet sorprenent tenint en compte els crucials canvis que estava vivint el país en aquests anys.
- Anys 80

En els anys 80 es va iniciar la tendència de representar escenes costumistes d'oficis tradicionals, que eren tractats de manera apologètica i nostàlgica, sense estar tampoc exempts de sornegueria i caricatura. A més es van introduir referències a la situació política d'aquests anys, a la qüestió identitària valenciana i als problemes socials de la vida quotidiana a la ciutat.
- Anys 90

A patir dels anys noranta, amb l'excepció aïllada d'algun retrat o escena grotesca, comencen a dominar els indults de grups deliberadament entendridors, que capten l'atenció de l'espectador amb escenes sentimentals d'avis amb nens o que apel·len als antics valors familiars, evocant la tradició o els bons sentiments. També s'indulten figures emblemàtiques de la cultura local, convertides en autèntiques icones emocionals dels valencians.

### Els ninots infantils
En la col·lecció de ninots infantils l'apel·lació a la tradició local es combina amb la influència de la cultura de masses, especialment de la factoria Disney. Entre els ninots indultats infantils es troben els protagonistes dels contes de la cultura popular tradicional amb els personatges televisius o cinematogràfics, afegint les referències valencianes i falleres més o menys temperamentals. Els grups també mostren els mons de la fantasia infantil al costat de motius històrics i mitològics, i les més variades expressions de tendresa.

### Col·lecció de quadres de les falleres majors de València
La Fallera Major de València és una figura icònica de la festa fallera, que apareix en 1931 i es consolida posteriorment amb un conjunt de rituals festius al servei del seu enaltiment. El seu regnat honorífic, que dura un any, la converteix en el principal símbol femení del món faller, el qual li prodiga una veneració especial.

### Col·lecció de cartells de falles
Els cartells anunciadors de les Falles s'editen cada any per presentar la festa al món, promocionant els seus atractius i elements més significatius. El primer cartell data de 1929, de Josep Segrelles, i des de llavors s'ha format una extensa i selectiva col·lecció d'obres de grans cartellistes valencians, de diversos estils i tendències, com Vicent Canet, Rafael Raga, Manuel Monleón, Rafael Contreras Juesas o Vicente Lorenzo, entre d'altres.

### Col·lecció d'insígnies falleres
Expressió heràldica i iconogràfica de la imatge que cada comissió fallera vol transmetre de si mateixa. Expressen la idiosincràsia de cada comissió. Les comissions falleres generen un gegantí entramat associatiu que fa possible la transmissió intergeneracional de les Falles.